# Glossophaga longirostris
Glossophaga longirostris — вид родини листконосові (Phyllostomidae), ссавець ряду лиликоподібні (Vespertilioniformes, seu Chiroptera).

## Середовище проживання
Країни поширення: Бразилія, Колумбія, Гренада, Гаяна, Нідерландські Антильські острови, Тринідад і Тобаго, Венесуела, Американські Віргінські острови. Мешкає від низин до 2250 м.

## Звички
Цей вид утворює материнської колонії в притулках, таких як печери і дупла дерев. Кілька сотень самиць і молоді може спочивати разом. Зазвичай одне дитинча народжується. Споживає нектар і пилок й на додачу комах. Піки активності якраз перед світанком і відразу після заходу.

## Загрози та охорона
Серйозних загроз нема.